# José Romaguera da Cunha Correia
José Romaguera da Cunha Correia (Santana do Livramento, 19 de janeiro de 1863 — Uruguaiana, 27 de setembro de 1910) foi um médico, político, escritor e jornalista brasileiro.

## Biografia
Filho de José Bento Corrêa e Ana da Cunha Corrêa, estudou em Pelotas até 1881. Formado em medicina pela Faculdade de Medicina do Rio de Janeiro em 1888.
Exerceu a medicina em várias cidades da fronteira. Foi eleito  deputado estadual, à 22ª Legislatura da Assembleia Legislativa do Rio Grande do Sul, de 1893 a 1897 , pelo PRR. Intendente municipal de Uruguaiana de 1900 a 1904.
Foi fundador da Sociedade Abolicionista Rio-Grandense e da Academia Rio-Grandense de Letras. Foi redator da Revista Federal, no Rio de Janeiro, 1885. Autor do primeiro livro sobre coloquialismos da língua portuguesa publicado no Brasil, o 'Vocabulário Sul-Riograndense', em 1897.
Em Uruguaiana, devido aos seus trabalhos políticos e sociais realizados, seu nome foi dado a uma instituição de ensino, hoje denominada Instituto Romaguera Corrêa.
Foi pai de Piaguaçu Correia.